# Caloptilia poecilostola
Caloptilia poecilostola är en fjärilsart som beskrevs av Lajos Vári 1961. Caloptilia poecilostola ingår i släktet Caloptilia och familjen styltmalar. Inga underarter finns listade i Catalogue of Life.